# Vicente Leñero
Vicente Leñero (Guadalajara, 9 de junho de 1933 - Cidade do México, 3 de Dezembro de 2014) foi um novelista, dramaturgo, periodista, escritor e engenheiro civil mexicano. Graduou-se na Universidade Nacional Autónoma de México em engenharia civil, porém se dedicou aos textos, os quais foram publicados pelo editorial Jus em 1959. Então, prosseguiu com as obras e, em 1970, Los albañiles foi lançado e amplamente bem recebido, logo, recebeu o prêmio Biblioteca Breve.
Mais tarde, adaptou seus textos para o teatro e a televisão. Na década de 1980, dedicou-se aos documentários didáticos e educativos que o proporcionou o prêmio Mazatlán de Literatura. Em 2002, El crimen del padre Amaro foi escrito em inspiração ao texto original de Eça de Queirós. Contanto, prosseguiu com as obras literárias e foi consagrado com diversos prêmios de literatura mexicana.
Vicente Leñero falecio el 3 de Dezembro de 2014, a causa de um enfisema pulmonar que tenia durante meses antes, a os 81 anos.